# Melaniny

Fragment struktury eumelaniny (opis w rysunku poniżej)

Fragment struktury feomelaniny. (COOH) oznacza grupę karboksylową lub brak podstawnika (tj. atom wodoru), rzadziej inny podstawnik. Strzałki wskazują pozycje kontynuacji łańcucha polimeru.

Melaniny – grupa organicznych związków chemicznych odpowiadających za pigmentację organizmów (promieniowców, niektórych grzybów, roślin wyższych, pijawek, stawonogów, mięczaków, osłonic oraz kręgowców). U zwierząt powstają one w melanocytach (komórkach barwnikowych) i są gromadzone w melanosomach.
Powstają z tyrozyny pod wpływem tyrozynazy w procesie melanogenezy, do której silnie pobudza promieniowanie UV. Melaniny w skórze chronią jej głębsze warstwy przed szkodliwym działaniem promieni ultrafioletowych, które wchodzą w skład promieniowania słonecznego. Pod wpływem tych promieni ilość melanin się zwiększa, powodując przejściową zmianę zabarwienia skóry (opaleniznę).
Od liczby i rodzaju cząsteczek melanin w cebulce włosa zależy jego kolor. U blondynów zawartość tych składników jest niska, a cząsteczki mają spiralną strukturę. Noworodki rasy białej nie mają w tęczówce melanin, dlatego ich oczy są niebieskie. Melaniny w tęczówce są wytwarzane później. U innych ras człowieka melaniny pojawiają się w tęczówce jeszcze przed narodzeniem. Bardzo duże ilości melanin zawierają piegi oraz brodawki.
Wśród melanin wyróżnia się m.in. eumelaninę, feomelaninę i neuromelaninę[niewiarygodne źródło?]. Eumelanina jest barwnikiem o kolorze brązowym lub czarnym, feomelanina jest pigmentem o zabarwieniu żółto-czerwonym. Neuromelanina jest melaniną powstałą z dopaminy.
Zaburzenia w biosyntezie melanin powodują występowanie albinizmu, natomiast ich podwyższony poziom wywołuje melanizm.